# Rudi Busse
Rudi Busse (* 21. November 1943 in Bayreuth; † 27. Juni 2007 in Freiburg im Breisgau) war ein deutscher Mediziner und Physiologe.

## Leben
Busse studierte von 1965 bis 1971 Medizin an der Universität Erlangen-Nürnberg. 1971 absolvierte er sein Medizinisches Staatsexamen und wurde promoviert. Nach einer wissenschaftlichen Mitarbeit von 1972 bis 1976 habilitierte er sich 1976 und war anschließend wissenschaftlicher Assistent an der Universität Erlangen-Nürnberg. Dort wurde er 1980 zum außerordentlichen Professor für Physiologie ernannt. 1981 wechselte er auf eine Professur für Kreislaufforschung an die Albert-Ludwigs-Universität Freiburg, ab 1986 hatte er eine Professur für angewandte Physiologie inne.
1993 erhielt Busse einen Ruf auf den Lehrstuhl für Physiologie an der Johann Wolfgang Goethe-Universität Frankfurt am Main. Er war Direktor des Instituts für Kardiovaskuläre Physiologie sowie langjähriger Direktor des Zentrums für Physiologie.

## Wirken
Die Forschungsschwerpunkte von Busse waren Physiologie und Pharmakologie des Kreislaufs; Signaltransduktion und Genexpression in Gefäßzellen; Physiologie und Pathophysiologie endothelialer Autakoide; Pathogenese der Atherosklerose und des Bluthochdrucks.
Busse hat als Leiter des Frankfurter Zentrums für Physiologie diesem zu einer weltweiten Anerkennung verholfen. Zudem war er maßgeblicher Initiator des Excellenzclusters Cardio-Pulmonary-System (ECCPS).
Rudi Busse hatte zahlreiche Veröffentlichungen und war als Herausgeber tätig, unter anderem als Associate Editor bei Circulation Research sowie als Editorial Board Member des American Journal of Physiology (Cell/Heart and Circulatory Physiology/Regulatory, Integrative and Comparative Physiology), des European Journal of Physiology, des Journal of Vascular Research sowie Hypertension. Er war als Gutachter u. a. für die Deutsche Forschungsgemeinschaft (DFG) und die Alexander von Humboldt-Stiftung tätig.
Nach ihm wurde der „Rudi-Busse-Young Investigator Award für Experimentelle Herz-Kreislaufforschung“ benannt, mit dem experimentell tätige junge Wissenschaftler bis zum vollendeten 35. Lebensjahr ausgezeichnet werden.

## Ehrungen und Auszeichnungen (Auswahl)
- 2000 Paul-Morawitz-Preis der Deutschen Kardiologischen Gesellschaft
- 2002 Ordentliches Mitglied der Deutschen Akademie der Naturforscher Leopoldina
- 2005 Gedenkmedaille der E.K. Frey-E. Werle Foundation
- 2007 Carl-Ludwig-Ehrenmedaille der Deutschen Gesellschaft für Kardiologie

## Schriften (Auswahl)
- Kreislaufphysiologie. Thieme Stuttgart 1982, ISBN 3-13-629701-6